# 栃内一彦
栃内一彦（日语：栃内 一彦，1914年—2009年11月8日）為日本海上保安官。伯父為海軍大將、貴族院議員栃内曾次郎。東京大學前身之一舊制高校、第一高等學校畢業。
任職海上保安廳航空局長一職。1966年7月4日起至1967年3月14日任職海上保安廳長官。退官後任日本航空開發（現在為日航酒店）社長。2009年11月8日、因敗血症去世。享壽95岁。